# Estadio BG
El BG Stadium anteriormente llamado Leo Stadium es un recinto deportivo situado en la provincia de Pathum Thani en Tailandia. El estadio es propiedad del Bangkok Glass Football Club que participa en la Liga Premier de Tailandia. Se inauguró en 2010 y su aforo actualmente es de 13 000 espectadores.